# Another Suitcase in Another Hall
"Another Suitcase in Another Hall" je pjesma američke pjevačice Madonne sa soundtracka Evita za istoimeni film. Ovo je re-izdanje starog hita Barbare Dickson iz 1977. Pjesma je puštena kao treći singl s albuma u ožujku 1997.

## O pjesmi
Pjesma je kao singl izdana jedino u Ujedinjenom Kraljevstvu, Novom Zelandu, Australiji i samo nekim europskim zemljama. Kao singl nije doživio značajne uspjehe na glazbenim ljestvicama. Dok se u UK-u, s prodanih 75.233 primjeraka, uspeo na 7. mjesto i zatim odmah ispao s ljestvice, u Australiji nije ni ušao na ljestvicu što je prvi Madonnin singl kojemu to nije uspjelo (2008. se isto dogodilo i singlu "Miles Away").

## Popis pjesama

### UK limitirano izdanje
1. "Another Suitcase in Another Hall"
2. "You Must Love Me"
3. "Hello and Goodbye"
4. "Waltz for Eva and Che"

### Slim case
1. "Another Suitcase in Another Hall"
2. "Don't Cry for Me Argentina" (Miami Mix Edit)
3. "You Must Love Me"
4. "Hello and Goodbye"

### UK CD promo
1. "Another Suitcase in Another Hall"

## Neslužbene verzije
Pjesma nije imala službene obrade, ali se moglo naći nekih neslužbenih verzija:
- Soundtrack Version (3:32)
- Master Mix (3:34) In-House Promo
- TV Mix/Instrumental (3:34) In-House Promo
- Radio Edit (3:26) In-House Promo
- TV Radio Edit/Instrumental Edit (3:25) In-House Promo

## Na ljestvicama
| Ljestvica (1997)       | Pozicija |
| ---------------------- | -------- |
| Europa                 | 61       |
| Irska                  | 23       |
| Italija                | 7        |
| Nizozemska             | 91       |
| Švedska                | 60       |
| Ujedinjeno Kraljevstvo | 7        |